# Autostrada A7 (Portugalia)
Autostrada A7 (în portugheză Autoestrada do Gerês) este o autostradă din Portugalia, care leagă Póvoa de Varzim de Vila Pouca de Aguiar, conectând subregiunile Área Metropolitana do Porto, Ave și Alto Tâmega, aparținând Regiunii de Nord, cu o lungime totală de 103,9 km.
Secțiunea Póvoa de Varzim-Guimarães a acestei autostrăzi este paralelă cu secțiunea Esposende-Guimarães a autostrăzii A11. Cele două autostrăzi se unesc în apropiere de Guimarães și urmează un traseu comun pentru următorii 6 km.
Inițial, se credea că A7 era doar o linie secundară care lega Guimarães de A3 (în Vila Nova de Famalicão). Cu acest obiectiv, construcția A7 a fost adăugată la concesiunea Brisa în 1991. Prima secțiune (între Famalicão și Serzedelo) a fost deschisă în 1994, iar autostrada a ajuns la Guimarães în 1996, cu o lungime de aproximativ 20 km. Guvernul portughez a decis în cele din urmă să extindă autostrada, atât spre vest (până la Póvoa de Varzim), cât și spre est (până la viitorul IP3, care urma să facă legătura cu Chaves). A7 a fost concesionată integral către Aenor (acum Ascendi) în 1999 (pentru 30 de ani), în contextul concesiunii Norte, concesiune care include și autostrada A11. Extinderea A7 a fost finalizată în 2005, lăsând autostrada cu o lungime de 104 km.
A7 este o parte integrantă a IC5 și E805.